# Тарієлашвілі

Герб роду Тарієлашвілі

Тарієлашвілі (груз. ტარიელაშვილი) — грузинський княжий і дворянський рід, що відноситься до феодальної касти Грузії — самефо азнаурі (дослівно — царські дворяни).
Перші згадки роду в грузинських документах стосуються 1693 року, коли в документі про обмін виноградника, де згадується свідок Моураві Фарсатан Тарієлашвілі. Дворяни Тарієлашвілі також згадуються в Георгіївському трактаті 1783 р. (Н257 Тарієлашвілі). Згідно з указом його імператорської величності в 1915 році, стали князями Російської Імперії. Існують різні гіпотези щодо їх походження.
Згідно однієї з них, за словами царевича Іоанна, пращури носіїв прізвища виїхали в східну Грузію з Анатолії. Згідно з родовою легендою, прізвище походить від одного з нащадків знатного візантійського (грецького) роду, який у XIV столітті переїхав до східної Грузії, під час ісламізації Візантії. Прізвище походить від імені Таріел. Таріел — це грузинська транслітерація імені «Дарій/Дарейос», який означає «благий володар», «завойовник». Підданство — Грузинське царство.

## Галерея

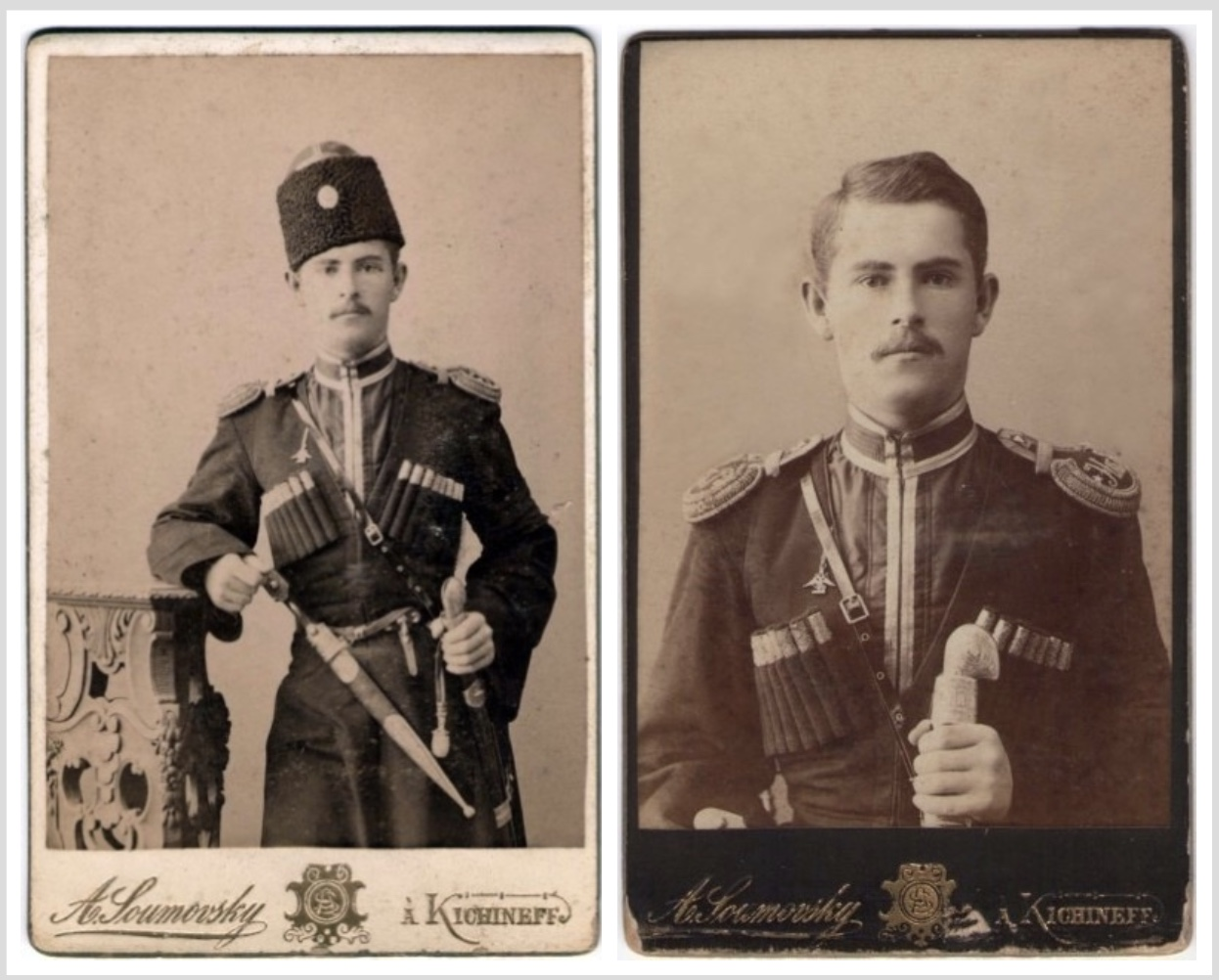
Аристократ і підпоручик Тарієлашвілі Георгій Миколайович..
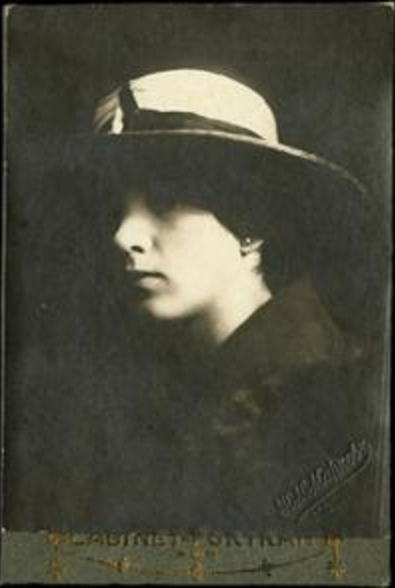
Аристократка Тарієлашвілі Агафія Олександрівна.
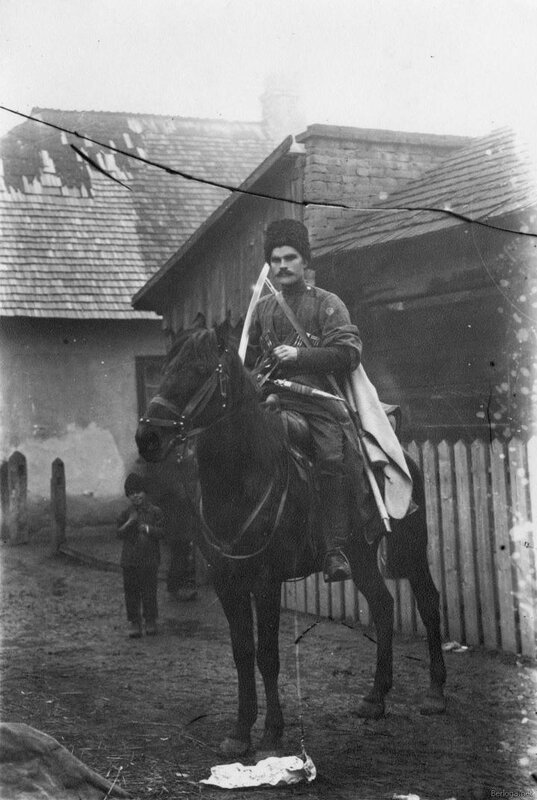
Козак і Дворянин Таріелов (Тарієлашвілі) Ілля Георгевіч. Г.Львів, Російська імперія.

## Відомі представники
- Тарієлашвілі Тенгіз Семенович (1925—1996) — генерал-майор, начальник Управління урядового зв'язку КДБ УРСР у 1971—1989 роках.